# 梁士诒生祠
梁士诒生祠位于中国广东省佛山市三水区白坭镇岗头村海天坊，建于1913年。1994年5月30日公布为三水市文物保护单位，2006年10月25日列入第四批佛山市文物保护单位。